# Hiroshi Ochiai
Hiroshi Ochiai (落合 弘, Ochiai Hiroshi, né le 28 février 1946 à Urawa) est un footballeur japonais.

## Palmarès
- Meilleur buteur du championnat du Japon - 1 (1969)
- Meilleur joueur japonais de l'année - 1 (1978)